# Can Gallifa (Porqueres)
Can Gallifa és una obra de Porqueres (Pla de l'Estany) protegida com a Bé Cultural d'Interès Local.

## Descripció
Casal de grans dimensions dividit en planta baixa, primer pis i segon pis, que consta d'una capella d'estil neogòtic adossada. L'edifici és de planta rectangular, està encalat i consta de diverses finestres (quadrades i de mig-punt). La teulada és a dues aigües.
Pel que fa a la capella, d'estil neogòtic, es troba annexionada al lateral dret de la casa. Està coronada per un campanar emmerletat de planta quadrada i amb dues finestres de mig punt a cadascun dels quatre costats.